# Куркумас аш-Шабани
Сайф ад-Дин Куркумас аш-Шабани аз-Захири ан-Насири Ахрам Даг (казнён 1 декабря 1438 года) — военачальник и сановник мамлюкского султана аль-Ашрафа Барсбея. Главный камергер (хаджиб аль-худжаб) Мамлюкского султаната в 1426—1434 годах, наиб Халеба в 1434—1435 годах, претендент на мамлюкский престол в 1438 году. Казнён за мятеж против аз-Захира Джакмака, захватившего власть после смерти султана Барсбея.

## Военно-политическая биография
Происхождение эмира Сайф ад-Дина Куркумаса аш-Шабани аз-Захири ан-Насири по прозвищу Ахрам Даг неизвестно, однако, вероятно, родился он в конце 1380-х годов где-то на Кавказе. Его имя — Куркумас — является арабизированной версией тюркского имени Куркмас (или Коркмас, или Коркмаз), которое можно перевести как «Бесстрашный», а прозвище Ахрам Даг («Гора Пирамид»), согласно Ибн Тагриберди, Куркумас получил за своё высокомерие и надменность. В 1390-х годах он был куплен на невольничьем рынке Каира мамлюкским султаном аз-Захиром Баркуком (ум. 1399) и зачислен в личную свиту султана (хассакийя — «всадники»). При сыне Баркука, султане ан-Насире Фарадже, Куркумас был переведён в состав привилегированного корпуса «хранителей султанской чернильницы» (давадарийя), где служил и в период правления султана аль-Муайяда Шайха. Судя по всему, при ан-Насире Фарадже Куркумас начал приобретать некоторое влияние при дворе, поскольку, если верить Али аль-Джаухари, даже получил в жёны дочь султана Фараджа. В 1421 году при новом султане аз-Захире Татаре Куркумас, которому было уже за тридцать, наконец приобрел статус сановника и стабильный доход при каирском дворе.
Пришедший к власти в 1422 году султан аль-Ашраф Барсбей вскоре назначил Куркумаса на более высокую правительственную должность первого исполнительного секретаря второго ранга («второго хранителя королевской чернильницы» — ад-давадар тани), что наделило его существенными полномочиями при участии в отправлении правосудия (по свидетельству Ибн Тагриберди, он «выносил суждения среди людей», а у его дверей ожидали ординарцы). В сентябре 1423 года Куркумас получил высокое воинское звание «эмир сотни» (амир миа) и в ноябре того же года был направлен во главе войск в Мекку с целью усиления власти султана Барсбея в Хиджазе. В течение двух лет, до ноября 1425 года, эмир Куркумас был фактическим правителем (сахибом) Мекки, представляя здесь интересы Барсбея и стремясь установить военный и политический контроль над Хиджазом, над влиятельной семьёй хасанидских шарифов Мекки и над потоками ресурсов, порождаемыми коммерческим оборотом в регионе Красного моря. В частности, в задачи Куркумаса входило содействие повышению роли порта Джидды в международной торговле в ущерб расулидскому Адену и другим портам региона. Именно эмир Куркумас заложил основы мамлюкского бюрократического аппарата в Хиджазе, главной целью которого было пополнение казны Барсбея доходами от взимания налогов и пошлин на территории Мекки и Джидды. В августе 1426 года Куркумас получил при каирском дворе высокую должность великого (или главного) камергера (хаджиб кабир или хаджиб аль-худжаб), на которой он, если верить Ибн Хаджару, исполнял свои обязанности «с энергией и строгостью… [в этом качестве] был почитаем [всеми], благосклонно относился к юристам, с которыми общался [для консультации], и изучал книги религиозных знаний». Таким образом, эмир Куркумас занял высокопоставленное положение при дворе Барсбея, став высшим авторитетом после султана в области исполнения монаршего правосудия в общегосударственном масштабе.
О деятельности эмира Куркумаса в течение восьми лет нахождения в должности хаджиба аль-худжаба по поддержанию нравственного поведения горожан некоторые данные приводит аль-Макризи. По его свидетельству, в месяц мухаррам 832 года Хиджры (1428 год) эмир Куркумас, главный камергер, выследил «места разврата», «он вылил [много бочек] вина и сжёг много дурманящего гашиша», затем разрушил эти «места разврата» и запретил людям собираться в них. Судя по всему, усиление борьбы за нравственность и соблюдение норм ислама, возглавленное хаджибом аль-худжабом, стало естественной реакцией на природные бедствия (заморозки, гибель посевов, малый подъём и быстрый спад Нила, засуха в Сирии), обрушившиеся на государство мамлюков в конце 1420-х годов.
Помимо этого, находясь на должности хаджиба аль-худжаба, «эмир сотни» Сайф ад-Дин Куркумас также принял активное участие в двух военных кампаниях в Восточной Анатолии. Весной 1429 года Куркумас вместе с тремя другими старшими эмирами и четырьмястами мамлюками был направлен султаном на помощь анатолийскому городу Харпут, осажденному войсками Ак-Коюнлу. Ко времени их прибытия Харпут был уже свободен от осады, и Куркумас с эмирами и несколькими сирийскими наместниками воспользовались возможностью, чтобы захватить Эдессу, находившуюся под властью Ак-Коюнлу (взяв Эдессу, мамлюки подвергли её чудовищному разорению, совершив массу зверств в отношении горожан). После этого до конца лета 1430 года Куркумас по приказу султана дислоцировался в пограничной крепости аль-Бира на берегу Евфрата. В 1433 году эмир Куркумас принял участие в амидском походе Барсбея, целью которого было взятие удерживаемого Ак-Коюнлу города Амида. В ходе этой кампании весь двор султана (включая нескольких летописцев) был доставлен в Халеб, после чего Барсбей в течение месяца безуспешно осаждал Амиду. Дело кончилось переговорами с предводителем Ак-Коюнлу и символическим признанием им сюзеренитета султана Барсбея, после чего армия султана поспешно вернулась в Халеб, а затем в Каир. Рассказывая о спешном и во многом беспорядочном отводе войск от Амиды, Ибн Тагриберди отмечал, что Куркумас на самом деле был «одним из тех, кто не знал, куда ушли их полки» и кому не оставалось ничего лучше, чем «устроить укрытие и спрятаться в его тени от солнца, потому что его полк со всеми его мамлюками и обозом ушёл [из Амиды] по [другому] маршруту, и было невозможно сказать, когда он вернётся к нему».
В марте 1434 года он был назначен султаном Барсбеем на пост наиба («наместника») Халеба в Северной Сирии, где также активно включился в деятельность по отправлению правосудия и поддержанию нравственного с точки зрения ислама поведения горожан. По свидетельству Ибн Тагриберди, «Куркумас направился в Халеб и правил им в своей обычной манере. Там он также приобрел высокий статус и большое уважение. Он ввел всевозможные новые наказания для злодеев». Кроме того, будучи наибом Халеба, Куркумас принял участие минимум в трёх локальных кампаниях в Восточную Анатолию: в мае 1434 года — в походе на помощь Эдессе, осаждённой войсками Ак-Коюнлу, в декабре того же года — в походе на Мараш, находившийся под властью династии Дулгадиридов, а в апреле—июне 1435 года — в операции по захвату спорного города Кайсери. Большинство этих кампаний не достигли своих целей, в основном, по причинам, не зависящим от Куркумаса. Главным фактором, мешавшим реализации планов мамлюкского султана в Восточной Анатолии, было неожиданное усиление там в тот период давнего врага и соперника Барсбея в борьбе за престол, эмира Джанибака ас-Суфи (умер в 1437 году), пользовавшегося поддержкой Дулгадиридов. Нахождение Куркумаса в столь нестабильной и конфликтной политической обстановке Северной Сирии очень скоро серьезно осложнило его отношения с султаном Барсбеем, который начал сомневаться в его лояльности и подозревать Куркумаса в сотрудничестве с Джанибаком ас-Суфи и подготовке к мятежу. В сентябре 1435 года Куркумас получил приказ султана срочно явиться ко двору и поэтому поспешно вернулся в Каир, чтобы убедить султана в своей преданности. Быстрое прибытие Куркумаса ко двору показалось Барсбею достаточным доказательством его лояльности. Тем не менее, в октябре того же года Куркумас был освобожден от должности наиба Халеба и восстановлен при дворе в ранге «эмира оружия» (амир силах).
В сентябре 1436 года султан направил амира силаха Куркумаса и амира ахура Джанима во главе войск в провинцию аль-Бухайра на западе Дельты Нила для подавления антиправительственных волнений, инициаторами которых стали племенной клан Баккар ибн Рахаб и оппозиционное султану объединение «Мухариб». Эмиры Куркумас и Джаним потратили два месяца на умиротворение провинции, после чего вернулись в Каир, привезя с собой отстранённого от должности наместника Нижнего Египта Мухаммада ибн Баккара ибн Рахаба, одного из пяти главных шейхов аль-Бухайры, который подчинился власти султана. В январе 1438 года Барсбей назначил Куркумаса командиром большого экспедиционного корпуса, в который входило не менее восьми старших эмиров каирского двора и несколько сирийских наместников, для проведения новой военной кампании против Ак-Коюнлу в Восточной Анатолии. Покинув Каир в апреле 1438 года, Куркумас во главе своих войск провёл несколько успешных операций против Ак-Коюнлу, результатом которых стало взятие Чемишгезека, Арапгира, Акшехира и успешная осада Эрзинджана, который в итоге сдался Куркумасу после мирных переговоров (туркоманский правитель открыл городские ворота и был оставлен во главе города в качестве наместника султана Барсбея, затем горожане принесли султану клятву верности). Эта успешная карательная экспедиция, однако, была прервана, когда из Каира пришло известие о смерти султана Барсбея 6 июня 1438 года и о вступлении на престол его несовершеннолетнего сына аль-Азиза Юсуфа. Эмир Куркумас и старшие эмиры из его корпуса поспешили вернуться в Каир, дабы обеспечить свои позиции при дворе в новых политических обстоятельствах.

## Мятеж и казнь
Все сохранившиеся до наших дней свидетельства современников говорят о том, что к концу правления султана Барсбея эмир Куркумас считался одним из вероятных кандидатов на мамлюкский престол, что вполне соответствовало его личным политическим амбициям. В полной мере это проявилось в сентябре 1438 года, когда атабек Джакмак узурпировал престол, свергнув с него сына Барсбея, четырнадцатилетнего султана аль-Азиза Юсуфа. Атабек являлся главным эмиром в мамлюкском войске, помимо прочего, обеспечивавшим эффективное взаимодействие между мамлюками и самим султаном, особенно в конфликтных ситуациях, периодически возникавших в войсках. Новый султан, взявший имя аз-Захир Джакмак (правил в 1438—1453 годах), рассчитывая на лояльность Куркумаса аш-Шабани, назначил его атабеком, однако тот решил использовать возникшее в войсках недовольство малыми суммами выплаченного вознаграждения для того, чтобы самому захватить власть в султанате. Куркумас пообещал войскам выплатить им вдвое больше — по двести динаров вместо ста, чем привлёк на свою сторону значительное количество рядовых мамлюков и младших эмиров покойного султана (мамлюков ашрафийя). Тем не менее, верхушка мамлюкских войск осталась на стороне Джакмака. Поднятый Куркумасом мятеж закончился однодневным сражением, в котором поддержавшие его войска были разбиты, а сам он схвачен и отправлен в заточение в Александрию. Через некоторое время над Куркумасом состоялся суд, который приговорил его к смертной казни за измену султану аз-Захиру Джакмаку, и 1 декабря 1438 года, в понедельник, эмир Куркумас был обезглавлен.

## Семья
Согласно Али аль-Джаухари, Куркумас был женат на дочери султана ан-Насира Фараджа, что повысило его положение до родственника семьи султана Баркука и по этой причине принесло симпатии бывших мамлюков Баркука. Кроме того, согласно свидетельствам аль-Айни и Ибн Хаджара, Куркумас был женат на дочери султана аль-Муайяда Шайха и от этого брака имел сына.

## Характеристики современников
Придворные каирские историки, приводившие в своих трудах биографии и некрологи Сайф ад-Дина Куркумаса аш-Шабани уже после его мятежа и казни за измену султану аз-Захиру Джакмаку, ожидаемо акцентировали внимание на его предосудительных качествах, однако и они отмечали некоторые его заслуги и отдельные положительные черты его личности, хотя и, зачастую, кажется, только для того, чтобы тем ярче проиллюстрировать глубину его нравственного падения. Наиболее нейтральную характеристику Куркумаса оставил Ибн Хаджар, положительно оценивший его деятельность на посту главного камергера (хаджиба аль-худжаба) при дворе султана Барсбея, особенно в сфере отправления правосудия. Аль-Макризи в своей летописной хронике египетской истории писал о Куркумасе следующее: «Ему приписывали воздержание от запрещённых актов морального осквернения, а также знания, опыт, навыки верховой езды и храбрость. В конце концов, однако, он был испорчен своей гордостью и высокомерием, своим сверхбезрассудством и чрезмерным потаканием своим слабостям, а также презрением к людям, преувеличенными наказаниями и беспощадностью. Аллах Всевышний определенно обращался с ним на протяжении всего его испытания в манере, схожей с его собственными действиями».
Ибн Тагриберди, ученик аль-Макризи, в своей династической хронике отмечал: «Куркумас был амиром, [проявившим] большое мужество, бесстрашие и знания в искусстве верховой езды, и у него были некоторые навыки сотрудничества… Но он также был несправедлив, деспотичен и напыщен. Несмотря на его храбрость и бесстрашие, он никогда не добивался больших успехов в бою из-за отсутствия координации между его ногами и руками: каждый раз, когда он вступал в бой, он переставал шевелить ногами, чтобы пришпорить свою лошадь из-за того, что был занят руками — это серьёзный недостаток для всадника… [Его прозвище] Ахрам Даг означает „Гора Пирамид“; его так назвали давным-давно за его высокомерие и надменность». В другом месте Ибн Тагриберди указывал, что Куркумас «проявил благочестие и добродетель», а также что он «изучал фикх и постиг некоторые научные вопросы». Ас-Сахави (ок. 1427—1497) добавил к характеристике Куркумаса, данной Ибн Тагриберди, что «из-за его высокомерия, надменности и недостатка дружелюбия простые люди приветствовали его пленение и гибель». Позднее Али аль-Джаухари (1416—1495) также отмечал, что Куркумас «воздерживался от содомии, вина и прелюбодеяния», однако был несправедлив к «простым людям, особенно к женщинам», «угнетал городское население», а после смерти его тело «долгое время оставалось лежать на земле, пока он не был похоронен, [будучи таким образом опозорен] после того, как [познал так много] величия и процветания». Наконец, согласно Ибн Иясу (1448—1524), неприязнь населения к Куркумасу можно было объяснить тем, что как «считалось, джинны служат ему для того, чтобы раскрывать факты воровства».